# Petr František Krejčí
Petr František Krejčí (21. dubna 1843 Březina nad Jizerou – 3. ledna 1919 Smíchov) byl rakouský podnikatel a politik české národnosti z Čech, poslanec Českého zemského sněmu.

## Biografie
Narodil se v Březině, v domě č. 26.
V mládí sloužil přes 4 roky v rakousko-uherské armádě, v roce 1866 se zúčastnil bitvy u Custozy.

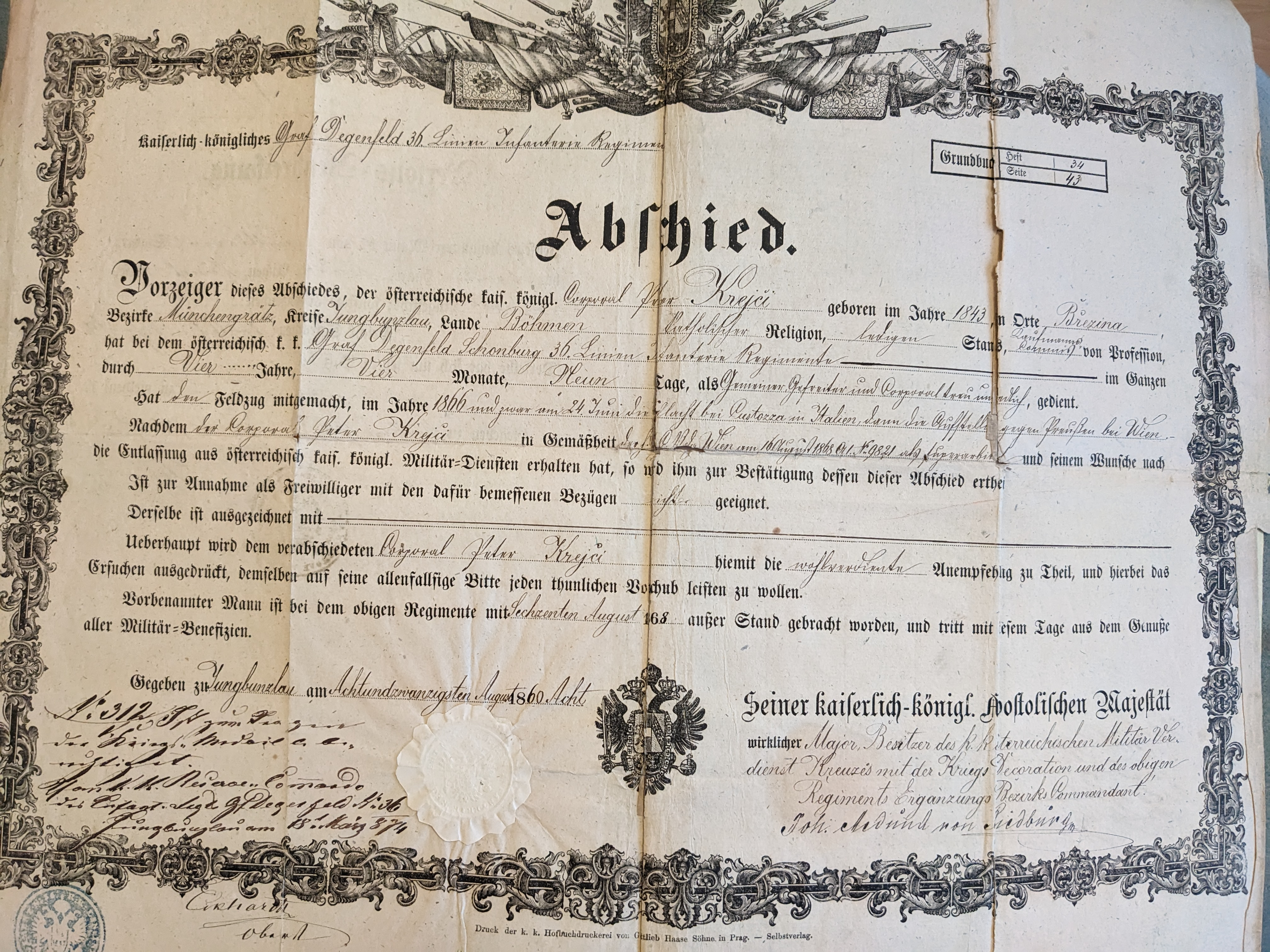
Petr František Krejčí, propouštěcí list z armády

Za manželku si vzal Annu Šorejsovou z Vyskře. Přestěhoval se do Prahy, kde se stal kupcem (roku 1870 byl přijat do sboru spojeného obchodnictva pražského). Působil jako velkoobchodník na Smíchově, obchod zde měl od roku 1874. Roku 1888 pak na Smíchově koupil dům čp. 608 za 43650 zlatých. Hlavním obchodním artiklem byl prodej kávy.
Měl titul komorního rady. Od roku 1891 do roku 1919 byl členem obchodní a živnostenské komory v Praze. V roce 1907 byl předsedou obchodního grémia. Byl správním radou Občanské záložny, členem městské rady na Smíchově a starostou Sokola. Když byla v roce 1884 ustavena středočeská sokolská župa, sdružující jedenáct sokolských jednot (zejména z pražských předměstí), stal se Krejčí jejím prvním župním starostou.
Zapojil se i do vysoké politiky. V doplňovacích zemských volbách roku 1903 byl zvolen na Český zemský sněm, kde zastupoval kurii obchodních a živnostenských komor, obvod Praha. Mandát zde obhájil v zemských volbách roku 1908. Patřil mezi politiky mladočeské strany.
Zemřel v lednu 1919, ve věku 76 let.
Jeho zetěm byl Ing. Bohdan Bečka. Syn Petr František Krejčí mladší působil rovněž jako obchodník a ve 20. letech patřil mezi hlavní postavy Československé národní demokracie v pražské komunální politice.